# Wijken en buurten in het Bildt
De Nederlandse gemeente het Bildt is voor statistische doeleinden onderverdeeld in wijken en buurten. De gemeente is verdeeld in de volgende statistische wijken:
- Wijk 00 West (CBS-wijkcode:006300)
- Wijk 01 Oost (CBS-wijkcode:006301)
- Wijk 02 Zuid (CBS-wijkcode:006302)

Een statistische wijk kan bestaan uit meerdere buurten. Onderstaande tabel geeft de buurtindeling met kentallen volgens het Centraal Bureau voor de Statistiek (2008):
| CBS-buurtcode | Buurtnaam                             | Inwonertal | Opp. totaal (ha) | Opp. land (ha) | Ligging                |
| ------------- | ------------------------------------- | ---------- | ---------------- | -------------- | ---------------------- |
| BU00630000    | Sint Annaparochie                     | 4080       | 153              | 152            | Locatie in de gemeente |
| BU00630001    | Oude Bildtdijk Sint Annaparochie      | 200        | 126              | 124            | Locatie in de gemeente |
| BU00630002    | Nieuwe Bildtdijk Sint Annaparochie    | 120        | 121              | 118            | Locatie in de gemeente |
| BU00630003    | Nij Altoenae                          | 320        | 31               | 30             | Locatie in de gemeente |
| BU00630004    | Sint Jacobiparochie                   | 1400       | 133              | 133            | Locatie in de gemeente |
| BU00630005    | Oude Bildtdijk Sint Jacobiparochie    | 480        | 258              | 255            | Locatie in de gemeente |
| BU00630008    | Verspreide huizen Sint Annaparochie   | 530        | 2100             | 2094           | Locatie in de gemeente |
| BU00630009    | Verspreide huizen Sint Jacobiparochie | 160        | 2367             | 2339           | Locatie in de gemeente |
| BU00630100    | Vrouwenparochie                       | 570        | 62               | 62             | Locatie in de gemeente |
| BU00630101    | Oude Bildtzijl                        | 740        | 106              | 103            | Locatie in de gemeente |
| BU00630102    | Oude Bildtdijk Oude Bildtzijl         | 90         | 78               | 77             | Locatie in de gemeente |
| BU00630103    | Nieuwe Bildtzijl en Nieuwe Bildtdijk  | 150        | 127              | 124            | Locatie in de gemeente |
| BU00630108    | Verspreide huizen Vrouwenparochie     | 160        | 1262             | 1257           | Locatie in de gemeente |
| BU00630109    | Verspreide huizen Oude Bildtzijl      | 80         | 1222             | 1220           | Locatie in de gemeente |
| BU00630200    | Minnertsga                            | 1680       | 131              | 131            | Locatie in de gemeente |
| BU00630201    | Verspreide huizen Minnertsga          | 170        | 1017             | 1010           | Locatie in de gemeente |